# Otto Schott
Pour les articles homonymes, voir Schott.

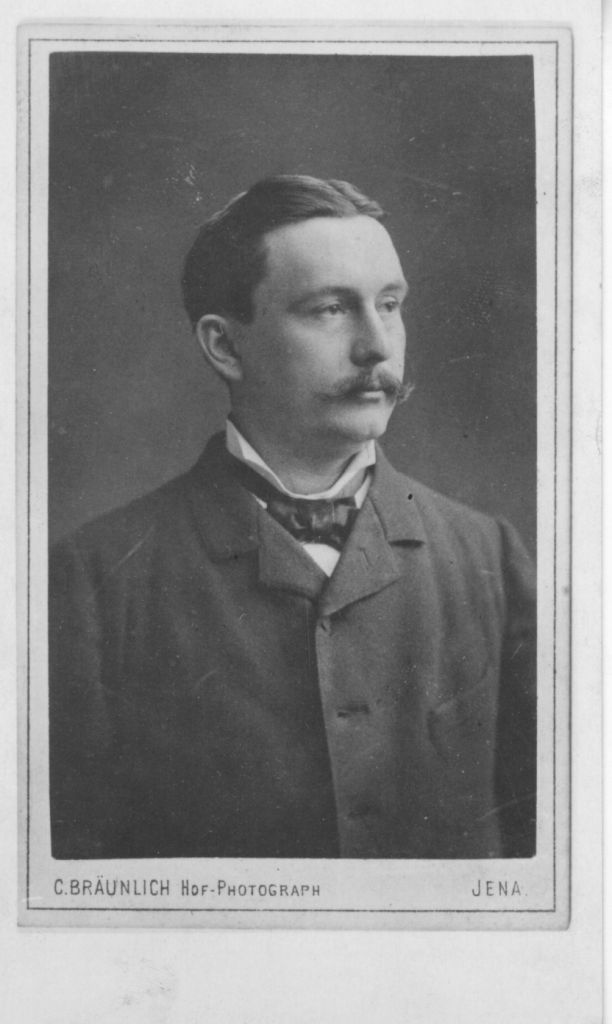
Otto Schott

Friedrich Otto Schott (né le 17 décembre 1851 à Witten ; mort le 27 août 1935 à Iéna) est un chimiste et industriel allemand spécialiste du verre.

## Biographie
Après des études de chimie à l’université technique d’Aix-la-Chapelle, à l’université de Wurtzbourg, et à l’université de Leipzig, Otto Schott soutint une thèse de doctorat sur la chimie du verre à l’université Friedrich Schiller de Iéna. De retour dans sa ville natale, il poursuivit ses expériences dans la maison de ses parents, et inventa une nouvelle sorte de verre contenant du lithium. Il envoya notamment un échantillon à Ernst Abbe. Les échantillons de Schott atteignaient pour la première fois une homogénéité qui rendait possible de réaliser des mesures spectrométriques. Il développa ensuite jusqu’en 1884 des verres qui possédaient des propriétés optiques jusque-là totalement inconnues. Dans le même temps, il commença à fabriquer des caches en verre pour les préparations microscopiques à la fabrique de verre de Witten. Il brisa ainsi le monopole que détenaient jusque-là les industriels anglais dans ce domaine, car il fabriquait ces caches 20 % moins cher.
Après un échange épistolaire avec le physicien Ernst Abbe, il déménagea à Iéna en 1882. Là-bas, il fonda en 1884 avec Ernst Abbe et Carl Zeiss un laboratoire de recherche sur les techniques verrières, qui devint plus tard l’entreprise Jenaer Glaswerk Schott & Genossen (aujourd’hui, Schott AG). Tout d’abord limitée à la fonte de verres pour l’optique et de verres pour thermomètres, l’entreprise étendit rapidement sa palette de produits grâce à la découverte du verre réfractaire borosilicate en 1887 et se développa rapidement. La production de masse de verre réfractaire pour appareils d’éclairage (verre pour lampes à gaz et à pétrole) fut à l’origine du succès économique de l’entreprise. Ces verres de lampes se vendirent jusqu’en 1909 à plus de 30 millions d’exemplaires.
Parmi les améliorations que Schott apporta dans l’industrie du verre, on peut citer la fabrication de verres possédant des constantes optiques étagées, qui permirent le développement de microscopes et de télescopes performants ; ou encore la fabrication de nouvelles sortes de verre. Au vu de ses performances exceptionnelles dans le domaine de l’optique, l'École supérieure technique de Dresde lui décerna le titre de docteur honoris causa en 1905.
En 1909, son usine possédait 1 090 employés. En 1919, il céda sa participation dans l’entreprise à la fondation Carl-Zeiss. Il travailla encore jusqu’en 1926 dans l’entreprise en tant qu’employé et membre du conseil d’administration.
L’œuvre de Schott est présentée au musée allemand de l'optique (de) de Iéna.

## Récompenses
- 1909 : médaille Liebig